# Mihovil Dorčić
Mihovil Dorčić (Baška na otoku Krku, 12. ožujka 1938.), hrvatski plivač. Natjecao se za Jugoslaviju.
Natjecao se na Olimpijskim igrama 1960. Nastupio je u prednatjecanju na 100 metara leđno i u štafeti 4 x 100 metara mješovito.
Na Mediteranskim igrama 1959. osvojio je srebrnu medalju u 100 metara leđno i brončanu u štafeti 4 x 100 metara, mješovito.
Bio je član riječkog Primorja.